# Poiana Horea, Cluj
Poiana Horea, numită și Dealul Calului (în maghiară Lómezö), este un sat în comuna Beliș din județul Cluj, Transilvania, România.

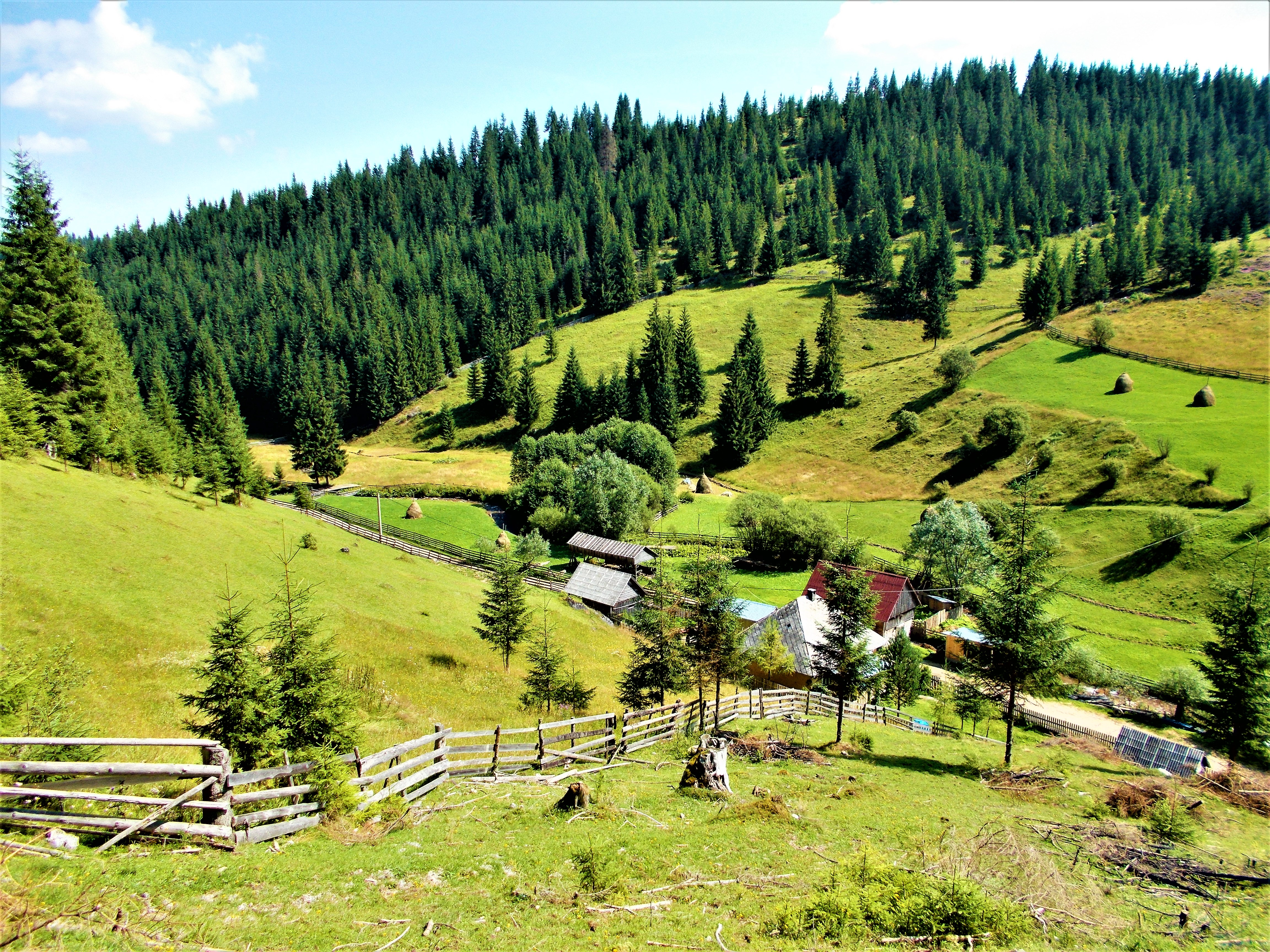
Poiana Horea

## Descriere

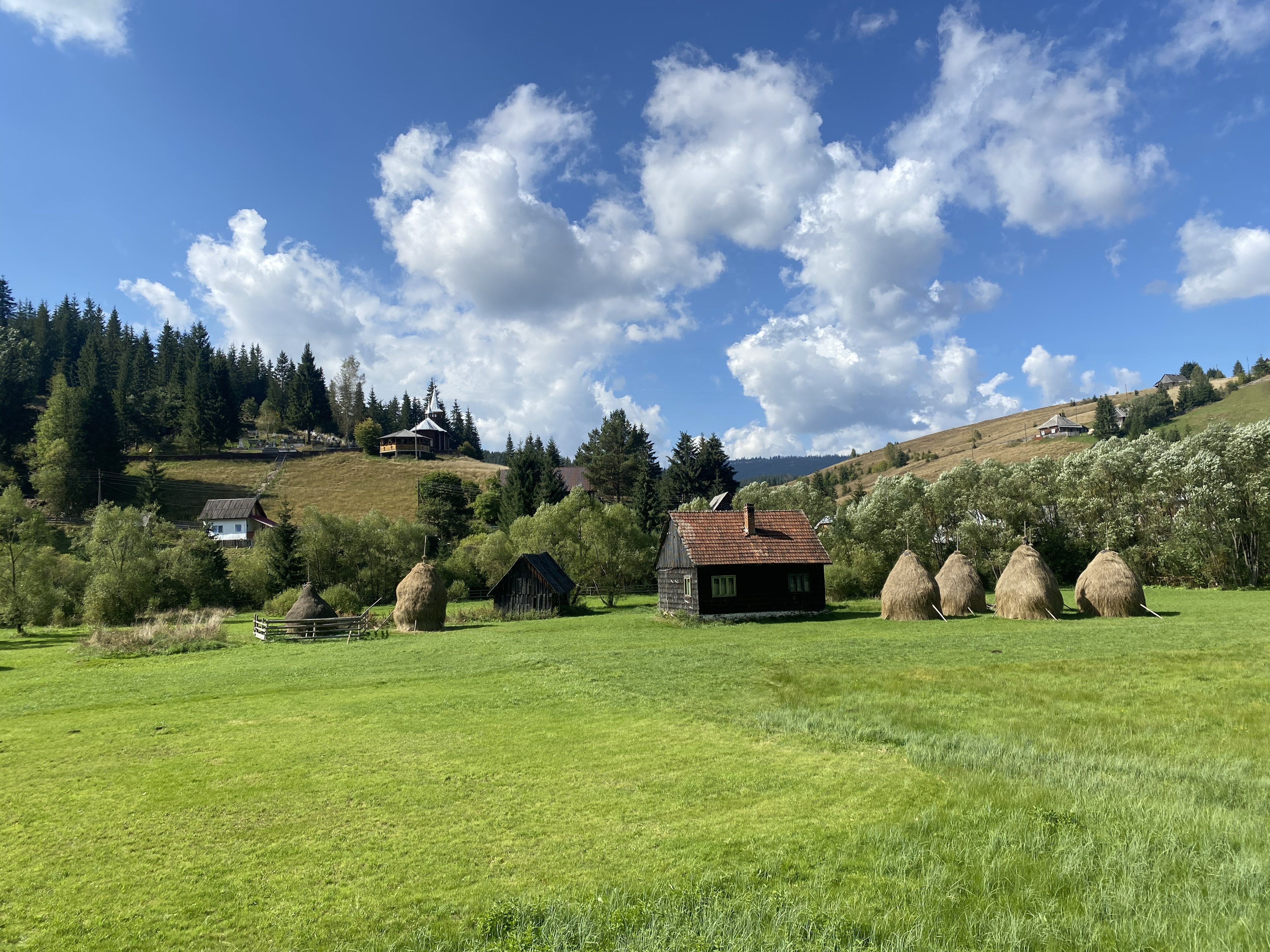
Poiana Horea (Beliș)

Sat cu 424 de locuitori. Încărcat de istorie, mituri și legende, satul își ia și poartă numele de la un simbol al luptei pentru libertate a moților: Horea.

Satul este situat la 25 km de reședința Beliș, cu accesul pe drumul județean DJ 108 care merge spre Câmpeni-Albac. Este un sat de munte din categoria celor rispite pe culmi, tipic Munților Apuseni. Satul, cu locuri deosebit de frumoase, se desfășoară în principal de-a lungul văilor Belișului și Apa Caldă, pe o distanță de circa 7 km. Construcțiile sunt grupate în "crânguri" (Ciurtuci, Apa Caldă), sau sunt dispersate pe versanții cu altitudini până la 1300 m, având între ele mari spații neconstruite, în folosință agricolă.
În Poiana Horea găsim și o biserică ortodoxă precum și o școală cu predare pentru clasele I-IV. În curând aici se va deschide și o pârtie de schi modernă; lucrările au început în anul 2006 prin defrișarea unui versant de munte, curățarea zonei de bușteni, iar în curând se va monta o instalație de teleschi după care stâlpii care vor susține o nocturnă.

Satul Poiana Horea se numără printre cele 633 de localități în care s-au instalat telecentre pentru comunitățile cu acces limitat la serviciile de telefonie și internet. Un telecentru are în componență două linii de telefonie, două linii cu acces la internet și o linie de fax. Inaugurarea a avut loc la 19 mai 2008 la ora 11.00 în prezența președintelui Autorității Naționale pentru Reglementare în Comunicații și Tehnologia Informației, Dan Georgescu.

## Obiective turistice (din imprejurimi)
- Biserica de lemn din Poiana Horea
- Bradul lui Horea din pădurea Scorușet
- Cetățile Rădesei
- Lacul și stațiunea Beliș-Fântânele
- Biserica de lemn (1764) din Dealu Negru
- Biserica fortificată de la Văleni
- Cascada de la Răchițele
- Cheile Galbenei și Izbucul Galbenei
- Cheile Someșului Cald
- Molhașul Mare de la Izbuc (8,0 ha) [2]
- Poiana Florilor
- Parcul Național Munții Apuseni
- Rezervația naturală Cetățile Ponorului
- Valea Iadului și Stâna de Vale
- Zonele din jurul lacului Fântânele

### Peșteri
- Peștera Piatra Ponorului
- Peștera Ghețarul Scărișoara
- Peștera Urșilor
- Parcul Național Munții Apuseni
- Peștera Humpleului
- Peștera Zmeilor

## Clima
Dacă ar fi să încadrăm clima munților Apuseni, unde se află și Poiana Horea, aceasta ar fi temperat continentală de tranziție cu influențe oceanice și etajul climatului montan. Climatul de munte se caracterizează prin veri răcoroase cu ploi abundente și prin ierni reci cu căderi masive de zăpadă înregistrate pe mari perioade de timp.

Având în vedere că Munții Bihorului sunt prima barieră muntoasă la est de Câmpia Panonică aceștia sunt cei mai umezi din Apuseni cu o medie anuală a precipitațiilor la altitudinea de 1000 metri ce depășește 1400 mm, media termică anuală fiind în jur de 3-4 °C. 
Clima munților Vlădeasa și Gilău este tipică de munte, în general rece și umedă pe culmile înalte, cu atenuare treptată spre poale. Etajarea pe verticală se manifestă în toți factorii determinanți ai climei. Precipitațiile sunt abundente din cauza vântului dominant de vest care vine încărcat cu vapori de apă depuși pe prima stavilă întâlnită în cale, Munții Apuseni. Așa se face că aici, la altitudini sub 1800 m, precipitațiile ating 1400 mm, cantitate ce nu se găsește în alte părți din țară, decât la munți ce depășesc 2000 m.

Relieful joacă un rol important în determinarea climatului, mai ales în zonele carstice. Din cauză că văile sunt adesea închise, sau există platouri cu relief sters, scurgerea aerului rece, de seară, nu se face normal; el se acumuleaza astfel pe fundul depresiunilor închise unde are loc o stratificare termică, temperatura aerului crescând cu înălțimea.

Totuși acești munți oferă turiștilor și perioade favorabile pentru vizitare. Astfel, luna mai este deosebit de frumoasă prin claritatea atmosferei, deși există riscul furtunilor bruște sau chiar al unor perioade ploioase mai îndelungate. Iunie este în general ploios, iulie schimbător, cu perioade frumoase dar și cu furtuni violente. În general perioada de vreme bună se plasează în august și septembrie, spre mijlocul lunii septembrie intervenind de obicei o perioadă de timp rău, chiar cu zăpadă, după care urmează o îndelungată perioadă de timp frumos. Este perioada ideală pentru vizitat peșteri și pentru amatorii de fotografii, care vor găsi o claritate a atmosferei neîntâlnită vara, la care se adaugă bogăția și armonia de culori ale pădurilor de foioase.

## Fauna
În zonă trăiesc câteva păsări montane, precum: mierla gulerată (Turdus torquatus), forfecuța (Loxia curvirostra), alunarul (Nucifraga caryocatactes), pițigoiul moțat (Parus montanus), huhurezul mare (Strix uralensis), acvila țipătoare mică (Aquila pomarina) etc. 
Dintre reptile, sunt de menționat: vipera comună (Vipera berus), șopârla de ziduri (Lacerta muralis) și șopârla de munte (Lacerta vivipara), iar dintre amfibieni - salamandra (Salamandra salamandra). Alte animale specifice climatului din această zonă: mistreți, căprioare, lupi, râși, iepuri, ulii, vulturi, vulpi, urși. O curiozitate este faptul că locuitorii satelor din zonă își lasă caii în libertate totală toată vara.

În apele repezi din împrejurimile satului întâlnim pești specifici apelor de munte adică păstrăvul și lipanul și foarte rar lostrița iar în lacuri pe lângă aceștia crește cleanul, bibanul, mreana iar în Lacul Fântânele din zonă până nu demult se găsea și coregon, un pește înrudit cu lipanul.

## Galerie de imagini

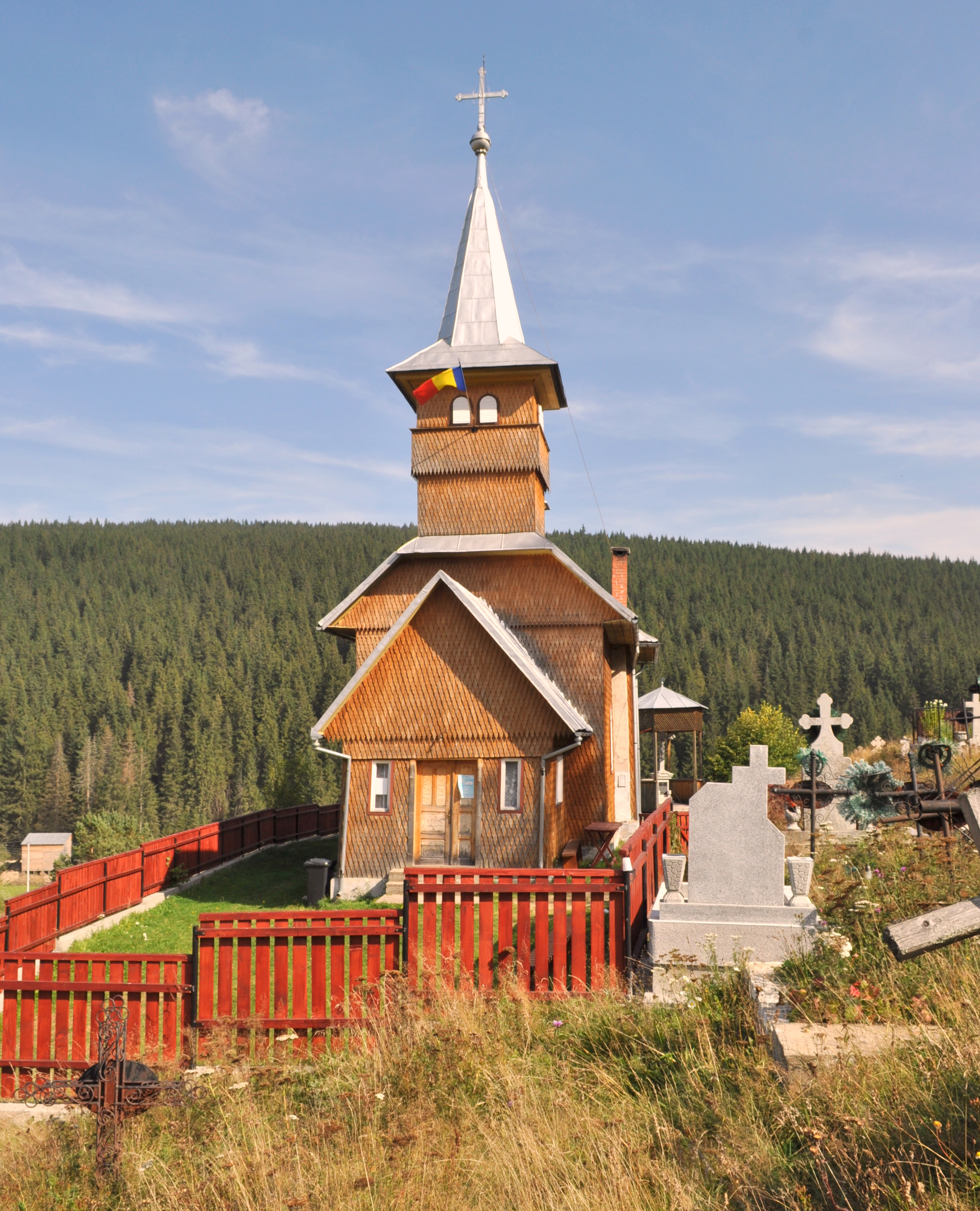